# Większy Klucz Salomona

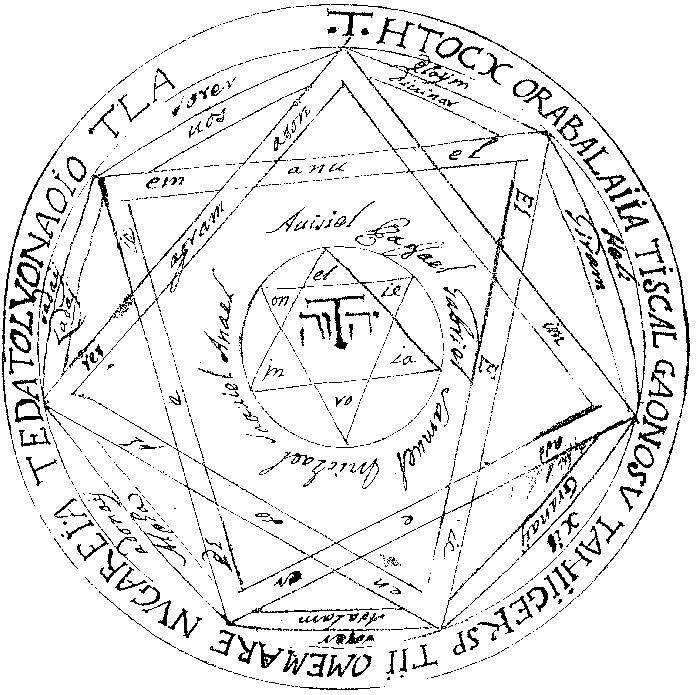
"Wielki Pentakl", rysunek zamieszczony w XVII-wiecznym manuskrypcie Clavicolo di Salomone Re d'Israel figlio de David - włoskojęzycznej wersji Większego Klucza Salomona. Jest to inna wersja "Sigillum Æmeth", czyli "Pieczęci Prawdy" opublikowanej wcześniej w Œdipus Ægyptiacus Athanasiusa Kirchera.

Większy Klucz Salomona (Klucz Salomona, Clavicula Salomonis, Clavis Salomonis) – grimoire, którego autorstwo przypisuje się królowi Salomonowi. Kopie pochodzą z czasów średniowiecza lub późniejszych. Księga zawiera wiele zdań i terminów opierających się na tekstach talmudycznych i kabalistycznych.
Prawdopodobnie zainspirował powstanie późniejszych dzieł tj. Lemegeton (Mniejszy Klucz Salomona), chociaż jest wiele różnic między nimi.

## Historia
Styl, w którym napisano Większy Klucz Salomona jest typowy dla czasów średniowiecznych. Wiele ksiąg przypisywanych Salomonowi datuje się na czas pomiędzy 1000–1453 r., czyli czas wypraw krzyżowych, który wpłynął na kontakty z żydowskimi kabalistami i arabskimi alchemikami. 
Większy Klucz Salomona różni się od innych podobnych ksiąg tym, że nie ma w nim żadnych wzmianek o demonach, a jedynie szczegółowe przepisy dotyczące wykonywania operacji magicznych. 

## Treść księgi
Większy Klucz Salomona podzielony jest na dwie części zawierające inwokacje do duchów i sposoby ochrony wzywającego (zwanego w księdze egzorcystą) przed ich szkodliwym działaniem, a także zaklęcia zmuszające te duchy do posłuszeństwa.
We wstępie rzekomy autor, Salomon, zwraca się do swego syna Roboama ze wskazaniami dotyczącymi używania "Klucza". 
W księdze tej jest także napisane jak przygotować atrament, służący do pisania magicznych symboli koniecznych w eksperymentach, z krwi nietoperza zmieszanej z innymi wymyślnymi składnikami. Wszystkie składniki potrzebne do wykonania magicznych rysunków i amuletów są szczegółowo opisane, podobnie jak samo ich przygotowanie.
Sam mag również powinien oczyścić się w dokładnie opisany sposób zanim przystąpi do rytuałów. Tak samo wyszczególniony jest rodzaj stroju, jaki powinien założyć. 
Większy Klucz Salomona zawiera instrukcje dotyczące praktykowania nekromancji, stawania się niewidzialnym, szkodzenia wrogom, odnajdywania skarbów itp.
Ważne jest dokładne przestrzeganie dni i godzin, w jakich powinny być wykonywane poszczególne operacje magiczne, jak również wiele innych szczegółów tj. przygotowanie magicznego kręgu i magicznych narzędzi. Warunkiem niezbędnym jest bojaźń Boża i czystość moralna.